# Højer Sogn
Højer Sogn [ˈhɔi̯ʔəʀ] (deutsch Hoyer, friesisch: Huuger) ist eine dänische Kirchspielgemeinde (dänisch : Sogn) in Nordschleswig. Sie liegt unmittelbar an der Nordsee und an der deutsch-dänischen Grenze. Bis 1970 gehörte sie zur Harde Tønder, Højer og Lø Herred im damaligen Tønder Amt, danach zur Højer Kommune im damaligen Sønderjyllands Amt, die im Zuge der Kommunalreform zum 1. Januar 2007 in der neuen Tønder Kommune in der Region Syddanmark aufgegangen ist.

## Gemeindegebiet

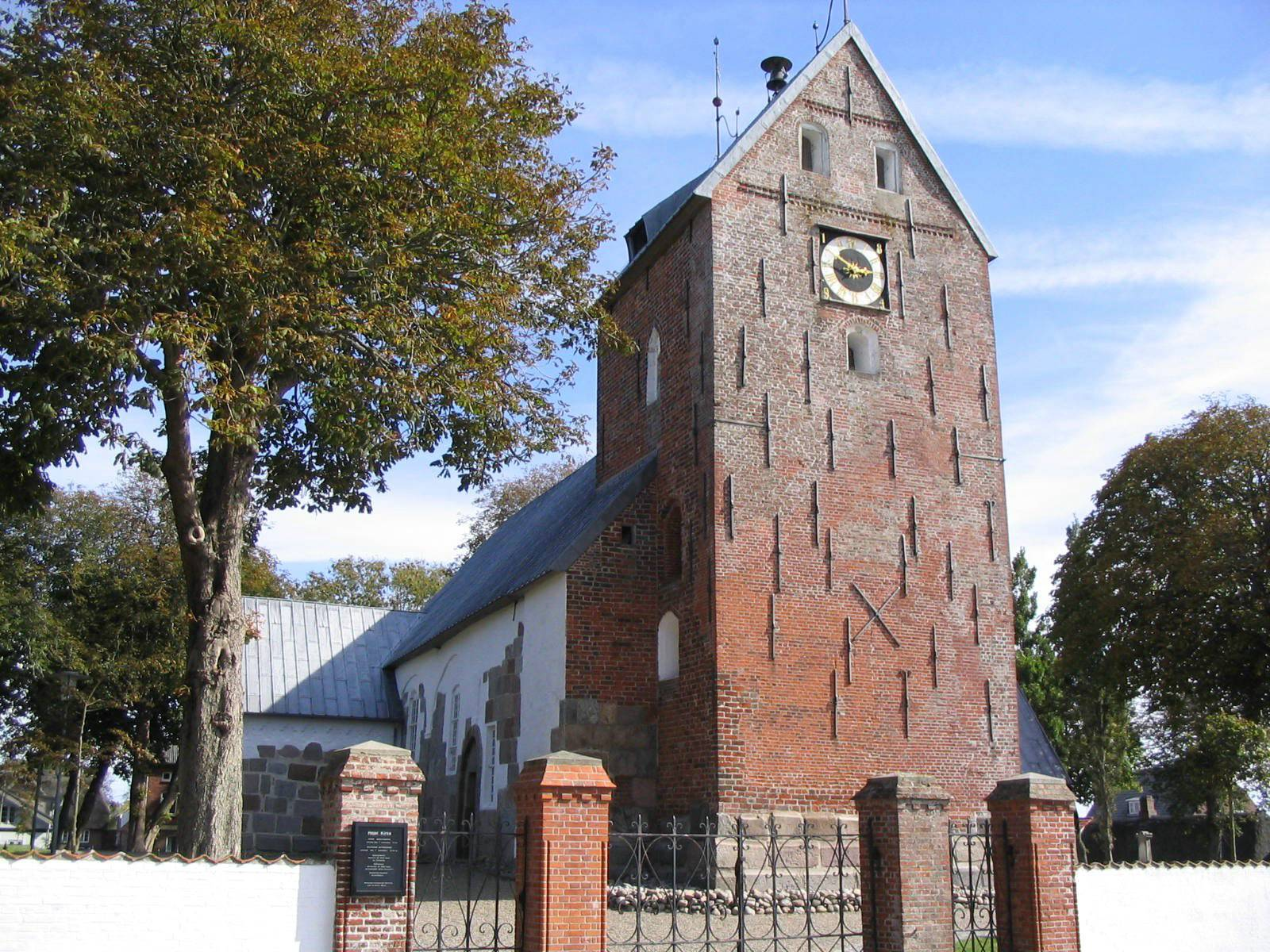
St. Petri in Højer von Westen

Die Gemeinde hatte am 1. Januar 2023 1246 Einwohner, davon 1076 im Kirchdorf Højer. Das Landkirchspiel umfasst 29 km², das Kirchdorf 9,5 km². Die Kirchspiele Emmerlev Sogn (deutsch Emmerleff) und Daler Sogn (deutsch Dahler) grenzen nördlich an die Gemeinde. Im Osten liegt Møgeltønder Sogn (deutsch Mögeltondern) und im Süden – jenseits der Landesgrenze – die nordfriesischen Gemeinden Aventoft und Rodenäs.
Das Gebiet besteht größtenteils aus Marschland im Alten und Neuen Friedrichskoog, im Hoyerkoog und im Ruttebüller Koog. Die Gemeinde wird vom Wasserlauf der Vidå (deutsch Wiedau) durchzogen, die an der Vidå Sluse (deutsch Wiedau-Schleuse) in das Wattenmeer mündet.

## Geschichte
Die Goldhörner von Gallehus wurden 1639 bzw. 1734 in Gallehus nördlich von Mögeltondern gefunden.
Das rekonstruierte Ganggrab von Gammelenge (deutsch „alte Wiese“) liegt 1,5 km nordöstlich von Højer. 
Ursprünglich gehörte das Gebiet zum Rechts- und Verwaltungsbezirk der Hoyerharde. Der Flecken Højer konnte sich früh davon lösen und bildete fortan ein eigenes Birk. Er hatte als Handelsplatz Bedeutung, was immer wieder zu Streitigkeiten mit der Bürgerschaft der Stadt Tondern führte. Birk und Harde gehörten zum Amt Tondern. Der 1 km südwestlich gelegene Hafen „Højer-Schleuse“ diente zunehmend als Außenhafen Tonderns, nachdem dieses infolge der Marschgewinnungen eine Inlandstadt wurde.
Hoyers Bedeutung als Hafenort nahm durch den Bäderverkehr nach Sylt noch zu. Schon seit 1859 gab es einen Postdampfer nach Munkmarsch auf Sylt. Hoyer wurde durch eine Stichbahn nach Tondern mit der Marschbahn und so mit Hamburg verbunden.
1864 fiel das Herzogtum Schleswig an Preußen. Während der Flecken Hoyer seinen Status behielt, wurde das Landkirchspiel in die vier eigenständigen Landgemeinden Ruttebüll, Ruttebüllerkoog, Alter Friedrichenkoog und Neuer Friedrichenkoog geteilt. Um die Jahrhundertwende wurden die beiden Koogsgemeinden zur Gemeinde Friedrichenkoog zusammengelegt. Ruttebüll kam bei der Bildung der Amtsbezirke 1889 zum Amtsbezirk Neukirchen, die drei anderen Gemeinden bildeten den Amtsbezirk Ruttebüllerkoog.
Bei der Volksabstimmung 1920 über die Staatszugehörigkeit stimmten in der Landgemeinde 119 Wahlberechtigte für Deutschland und 74 für Dänemark, im Flecken 581 für Deutschland und 219 für Dänemark. Trotz dieser eindeutigen Mehrheitsverhältnisse kam Hoyer zu Dänemark, da es zur ersten Zone gerechnet wurde, in der nur das Gesamtergebnis zählte. Somit wurde Hoyer/Højer Grenzort. Der Flecken und die wieder vereinigte Landgemeinde kamen an das neu gestaltete Tønder Amt. Højer gehörte wie Tønder und andere Grenzorte zu den Schwerpunkten der deutschen Minderheit in Nordschleswig.
Bis 1970 waren die Fleckensgemeinde und die Landgemeinde selbständige Einheiten. Seit 1970 bildeten sie gemeinsam mit den Nachbarkirchspielen Hjerpsted Sogn (deutsch Jerpstedt), Emmerlev und Daler die einheitliche Kommune Højer Kommune, die ihrerseits nach einer Kommunalreform 2007 in der Tønder Kommune aufgegangen ist.
Gestärkt wurde die Gemeinde durch neue Bedeichungen und die Anlage einer weiteren Schleuse an der nach Westen verschobenen Mündung der Vidå.

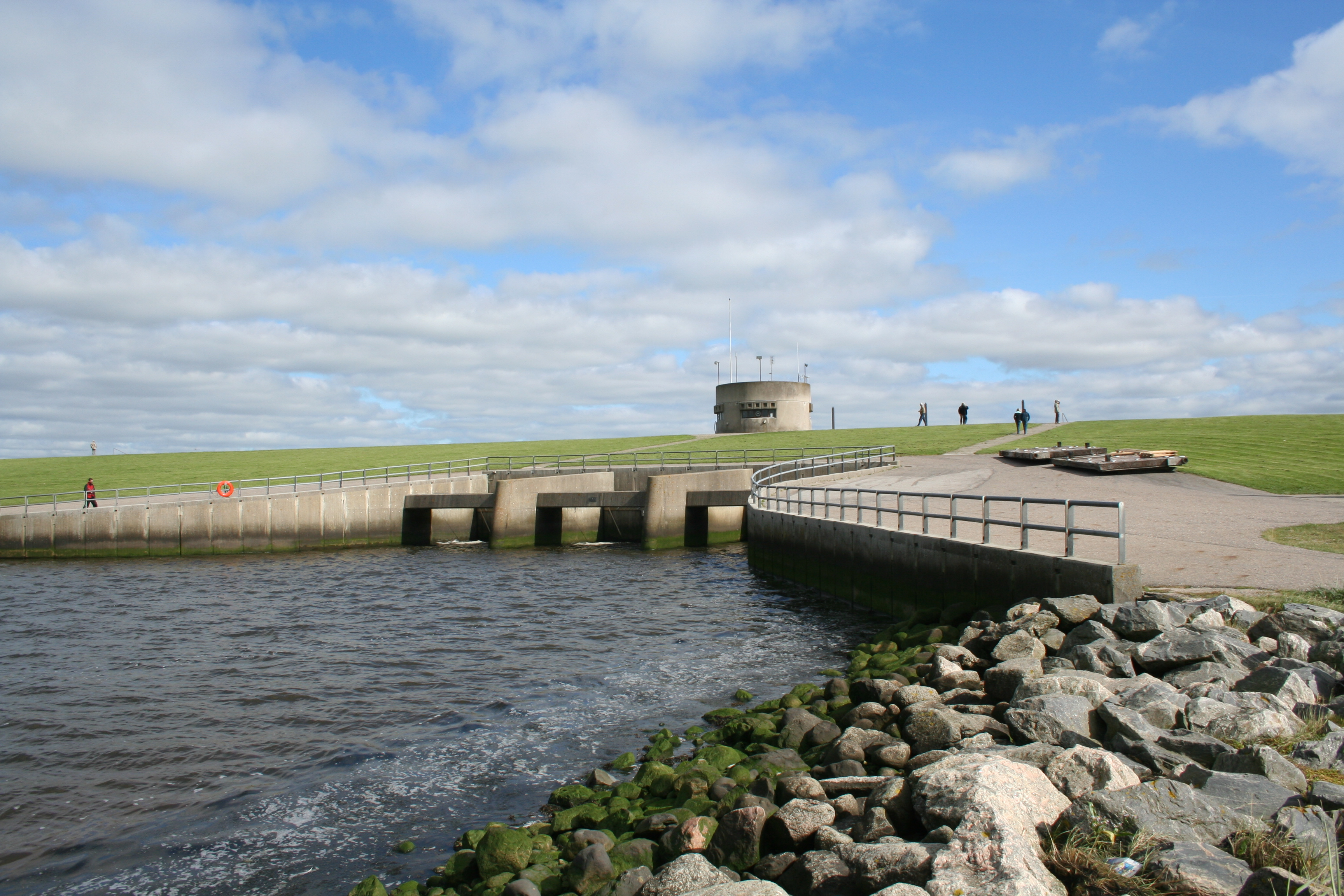
Die Wiedau-Schleuse

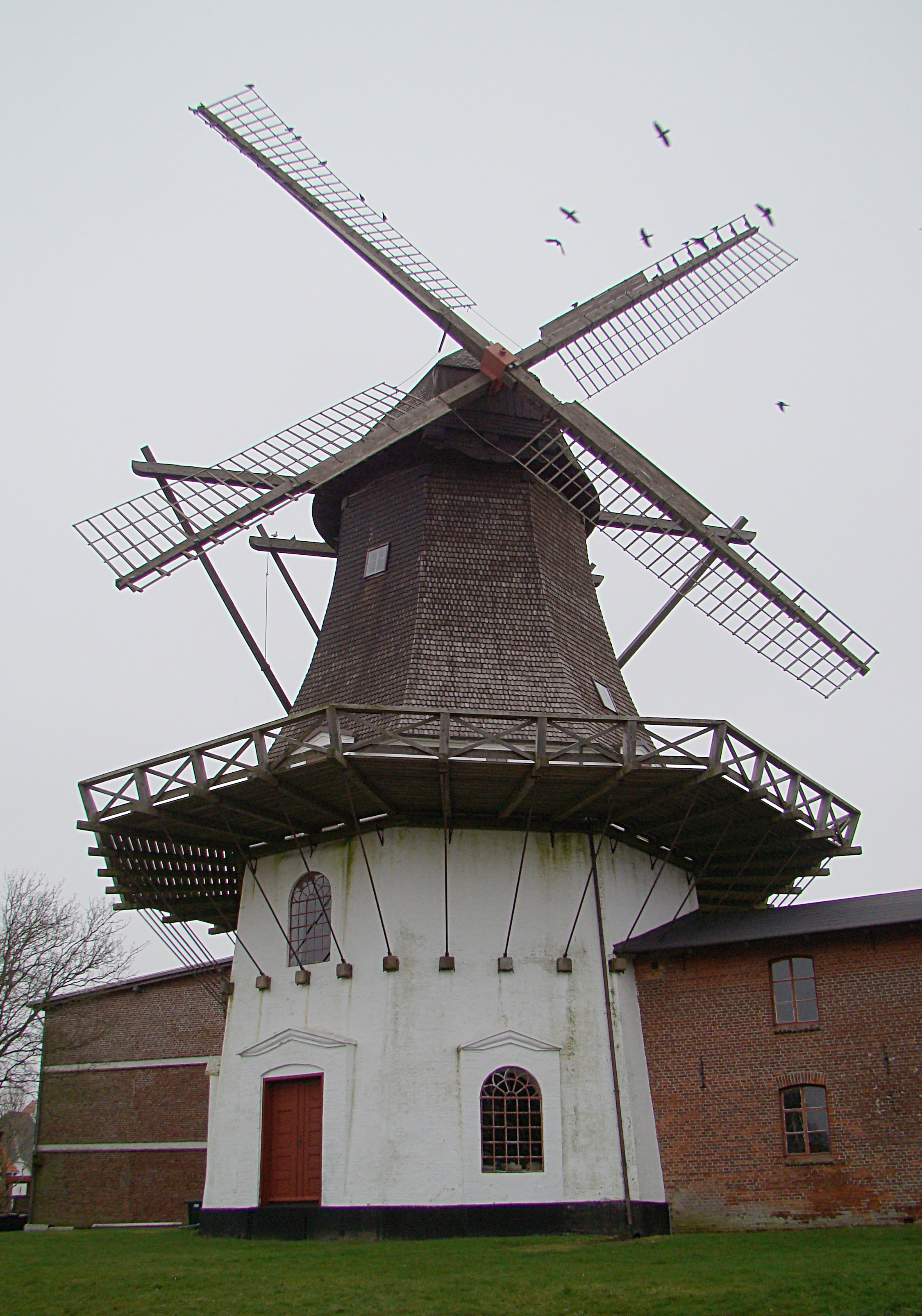
Die Windmühle von Højer

## Verkehr
Der Ort selbst ist vor allem nach Norden und Osten gewachsen. Gut ausgebaute Straßen führen nach Norden (Ballum, Röm) und Osten (Mögeltondern, Tondern) sowie über die Staatsgrenze nach Rodenäs im Süden.

## Sehenswürdigkeiten
Die romanische Petrikirche birgt einige sehenswerte Ausstattungsstücke, wie Altar, Triumphkreuz und Taufbecken. Trotz der uneinheitlichen Benutzung von Tuff, Granitquadern und Ziegelsteinen im Klosterformat wirkt der Bau mit dem Giebelturm äußerlich harmonisch und wohlproportioniert. Im Ortskern haben sich zahlreiche Bauten des 18. Jahrhunderts erhalten, teilweise in eindrucksvollen Ensembles. Die zumeist reetgedeckten Kaufmannshäuser geben dem Ort ein eigentümliches Gepräge. Die alte Hoyerschleuse liegt heute am Innendeich. Ebenso sehenswert ist die neue Wiedauschleuse am Außendeich. Hier findet sich ein Informationszentrum über das Wattenmeer. Interessant ist der Blick auf die Insel Sylt und den Hindenburgdamm. Weitere Sehenswürdigkeiten sind die Alte Mühle Højer Mølle mit dem Mühlenmuseum.
Eine Kuriosität einige Kilometer von Højer ist der Grenzübergang Rudbøl (Ruttebüll) - Rosenkranz. Hier verläuft die Grenze teilweise mitten auf der Straße, so dass einander gegenüber liegende Häuser in verschiedenen Staaten stehen.